# Angelo Rimbano
Angelo Luigi Rimbano (Contarina, 28 gennaio 1949 – Bologna, marzo 2022) è stato un calciatore italiano, di ruolo difensore.

## Carriera

### Club
Cresciuto nel Padova, passò al Varese nel 1968 in Serie A dopo aver disputato 13 gare con la maglia padovana nel campionato di Serie B 1967-1968. Esordì in biancorosso, ed in Serie A, il 29 settembre 1968 in Bologna-Varese (1-0). Dopo quattro stagioni a Varese, giocò a Napoli e Bologna, per poi tornare al Franco Ossola nella stagione 1975-1976.

### Nazionale
Conta due presenze nella Nazionale Under-21.

## Dopo il ritiro
Dopo il ritiro dall'attivita' agonistica, intraprende la carriera di imprenditore nell'azienda di famiglia.
Muore l'8 aprile 2022 all'età di 73 anni a causa di una malattia neurodegenerativa.

## Palmarès
- Coppa Italia: 1

Bologna: 1973-1974